# گاوبست
گاوبست، روستایی در دهستان عمادده بخش صحرای باغ شهرستان لارستان در استان فارس ایران است.

## جمعیت
بر پایه سرشماری عمومی نفوس و مسکن در سال ۱۳۹۵، جمعیت این روستا برابر با ۳۶۲ نفر (۷۵ خانوار) بوده است.